# ブボ バルセロナ
ブボ バルセロナ（bubó BARCELONA）は、カルレス・マンペル(Carles Mampel)がスペインのバルセロナに本店を構える高級パティスリー。
2016年現在、スペインや日本などにおいて販売を行っている。

## 沿革
2005年、パティシエのマンペルと、友人であり現在はマネージャーを務めるキコ(Kiko)、そしてデザイナーのエルネスト(Ernest)の3人が、スペイン・バルセロナにオープン。
同年、チョコレートケーキ「シャビーナ(Xabina) 」がパティシエの世界大会「クープ・デュ・モンド・ドゥ・ラ・パティスリー」にて「世界一のチョコレートケーキ(Best Chocolate Cake)」を受賞。
2008年、世界最高峰の菓子職人の組織「ルレ・デセール」のメンバーに選出

### 日本国内における展開
日本法人としてブボ・ジャパンが輸入・製造・販売を行っている。
2016年、サロン・デュ・ショコラ、伊勢丹新宿店にて販売。